# Rostkappenpapagei
Der  Rostkappenpapagei  (Pionites leucogaster) ist eine Papageienart aus der Gattung der Weißbauchpapageien.

## Erscheinungsbild
Der Rostkappenpapagei erreicht eine Gesamtlänge von 23 Zentimetern. Das Gefieder ist an Scheitel, Nacken und Ohrdecken orange. Die Zügel, Kehle und die Kopfseiten sind gelb. An Rücken, Flügeln, und Schenkeln sowie den Körperseiten und der oberen Schwanzdecke ist das Gefieder grün. Die Unterflügeldecken sind ebenfalls grün. Die Unterschwanzdecke ist gelb gefärbt. Auf Brust und Bauch sind die Federn cremeweiß. Die Handdecken und Handschwingen sind blau violett und mit einem grünen Saum versehen. Der Schnabel ist hornfarben und die Füße rosa. Die Iris der Rostkappenpapageien ist rot.
Jungvögel sehen den Altvögeln ähnlich, sie besitzen aber einen bräunlichen Scheitel und Nacken, der mit vereinzelten schwarzen Federn durchsetzt ist. Der Oberschnabel hat eine graue Abzeichnung an der Basis. Die Füße sind grau und die Iris ist braun gefärbt.

## Lebensweise
Der Rostkappenpapagei bewohnt tropische Regenwälder und Waldränder. Er scheint Baumbestände in der Nähe von Gewässern zu bevorzugen. In Familienverbänden, paarweise oder in kleinen Schwärmen geht der Rostkappenpapagei auf Nahrungssuche. Wenn die Vögel im dichten Geäst auf Nahrungssuche sind, kann man sie aufgrund ihrer durchdringenden Lautäußerungen entdecken.

## Population
Die Größe der Rostkappenpapageien-Population ist in den meisten Teilen des Verbreitungsgebiets stabil. In Teilen Brasiliens ist der Bestand aufgrund der dort andauernden Waldrodungen leicht zurückgegangen. In Peru und Brasilien leben die Papageien geschützt in Nationalparks und Naturreservaten.

## Systematik
Neben der Nominatform, dem Grünschenkel-Rostkappenpapagei (Pionites leucogaster leucogaster) sind zwei weitere Unterarten bekannt:
- Gelbschenkel-Rostkappenpapagei neuer Name Schwarzfusspapagei (Pionites leucogaster xanthomerius)
- Gelbschwanz-Rostkappenpapagei neuer Name Puruspapagei (Pionites leucogaster xanthurus)